# Gratiola hispida
Gratiola hispida är en grobladsväxtart som beskrevs av Charles Louis Pollard. Gratiola hispida ingår i släktet jordgallor, och familjen grobladsväxter. Inga underarter finns listade i Catalogue of Life.